# Моддинг

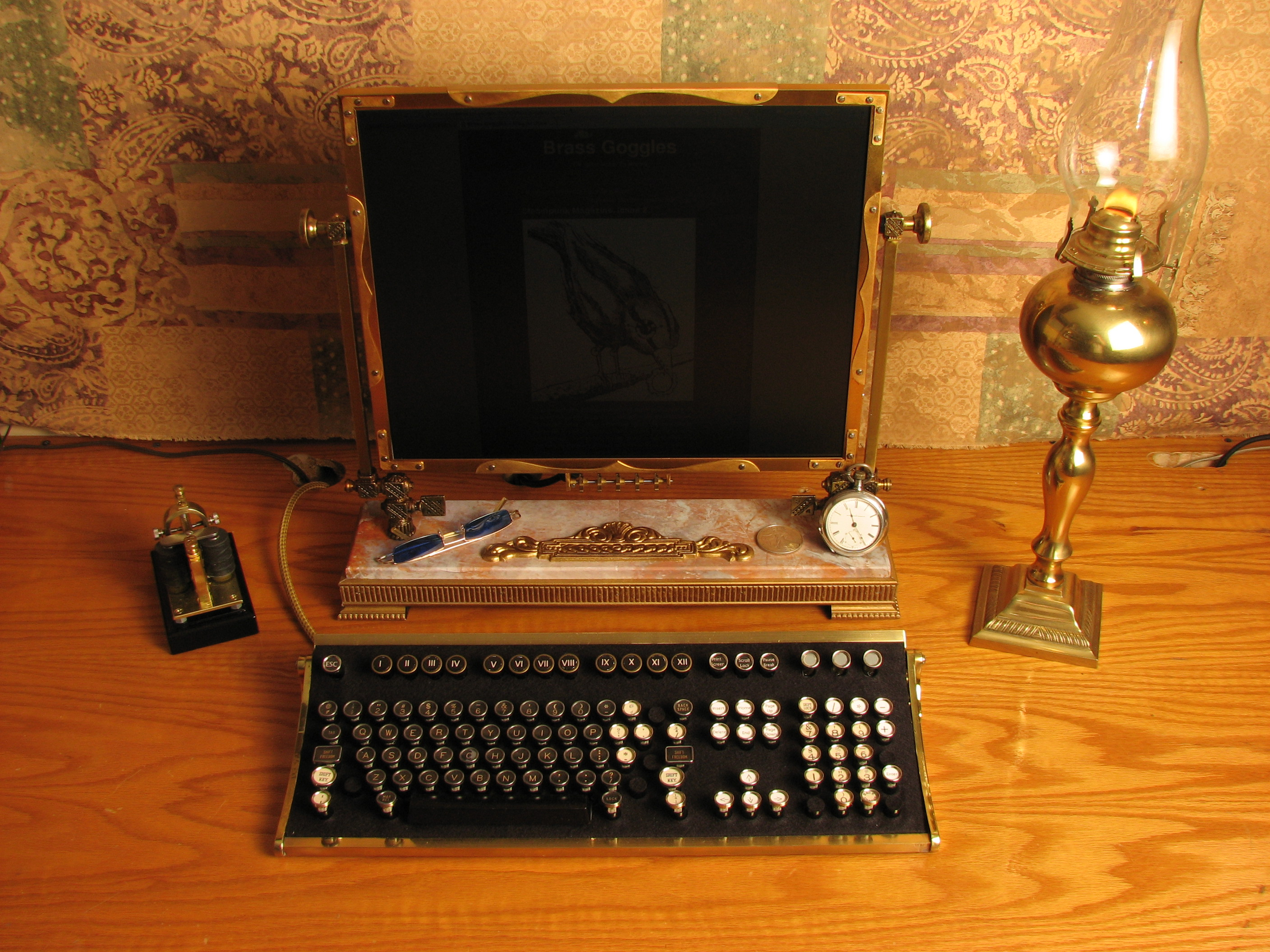
Моддинг компьютера и периферии в стиле «стимпанк»

Мо́ддинг (англ. modding; от modify – «модифицировать, изменять») — внесение изменений в конструкцию и дизайн (модифицирование) электронных устройств с целью улучшения их внешнего вида и технических характеристик. Обычно под словом «моддинг» понимают видоизменение компьютеров и периферии. Модификацию мобильных устройств иногда называют словом «моббинг».

## Основные понятия
Чаще всего объектом моддинга становится корпус компьютера. Модернизированный корпус называют кейсмодом или просто модом. Если корпус был изготовлен с нуля (или с использованием ограниченного набора серийных деталей), его называют «кастом-кейс» или просто «кастом» (англ. custom, «изготовленный на заказ»). Модифицированные периферийные устройства (мониторы, клавиатуры, мыши, веб-камеры и т. д.) обычно называют просто модами.
Человек, увлекающийся моддингом, является моддером.

## Цели моддинга
Основные цели моддинга — получение эстетического удовлетворения и выражение собственной индивидуальности. Также путём моддинга можно улучшить технические характеристики устройства — организовать эффективное и малошумное охлаждение, добавить новые функциональные возможности, упростить переноску и так далее.
Зачастую моддинг сопровождается разгоном (оверклокингом). Иногда производится и даунклокинг, то есть, уменьшение тактовой частоты, — например, когда нужно создать бесшумный компьютер с малым тепловыделением.

## История
Как относительно массовое явление, моддинг сформировался в США и странах западной Европы ориентировочно в конце 1999 — начале 2000 года. В России и странах СНГ моддинг начал зарождаться в конце 2001 — начале 2002 года, а резкий взлёт его популярности пришёлся на 2004 год. Сегодня моддинг насчитывает тысячи последователей по всему миру. Регулярно проводятся конкурсы по моддингу, встречи моддеров, выставки работ.
Во многих крупных городах появляются моддинг-мастерские (моддинг-ателье) — объединения моддеров, работающих на заказ либо совместно создающих сложные моды для последующего участия в конкурсах.

## Направления в моддинге
Темы моддинг-проектов могут быть любыми. Простор для моддинг-творчества ограничивается только фантазией моддера и техническими характеристиками используемых устройств.
Чаще всего работы выполняются в одном из следующих стилей:

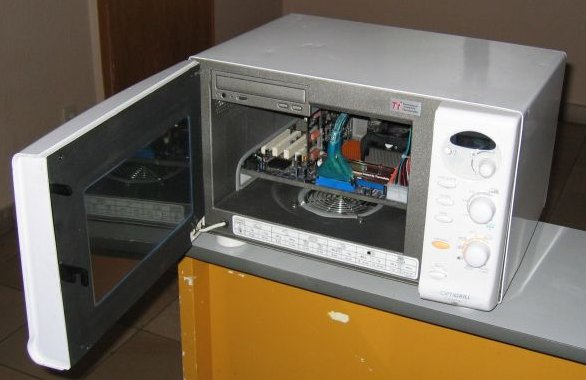
Компьютер, встроенный в микроволновую печь

- постапокалиптика — создание компьютеров, будто бы переживших ядерную войну или иную глобальную катастрофу. Очень распространены стилизации под игровые вселенные S.T.A.L.K.E.R. и Fallout;
- хайтек — создание ультрасовременных, футуристичных корпусов. В последние годы завоевали популярность моды, выполненные по мотивам фильмов Трон и Трон: Наследие;
- стимпанк — стилизация электронных устройств под эпоху пара и викторианскую Англию. Выполняется с использованием деревянных, кожаных и латунных элементов; также для этого стиля характерны многочисленные шестерёнки и медные трубки, изображающие детали паровых машин и двигателей Стирлинга;
- тематический моддинг — изготовление корпуса по мотивам творчества музыкальной группы, компьютерной игры, книги и т. д.;
- реклама — создание мода с использованием комплектующих конкретной фирмы, которая, как правило, выступает спонсором. При этом обычно обыгрывается логотип компании и её фирменные цвета;
- встраивание — установка компьютерных комплектующих в необычный корпус (бытовой прибор, предмет мебели, игрушку или даже чучело животного);
- HTPC (Home Theatre Personal Computer) — создание практически бесшумного компьютера для использования в составе домашнего кинотеатра. При этом нередко используется пассивное охлаждение;
- гетто — намеренно «неаккуратное» изготовление мода с использованием различного «хлама». Впрочем, иногда так называют просто грубо сработанный и некрасивый кейсмод, даже если его создатель не планировал именно стиль «гетто-моддинга». Но в случае намеренного «гетто-моддинга» используется именно «хлам», а не непригодные к использованию детали, и собранный в таком стиле компьютер лишь только внешне выглядит кустарно собранным.
- технический — самый распространённый вид т.н. «шопмода», направленный на увеличение производительности охлаждения при снижения его шумности и, как правило, проектируемый на этапе выбора компонентов (корпус, блок питания, вентиляторы, кулеры, системы управления скоростью оборотов). Ставит целью не эстетический эффект — а избыточность охлаждения при приемлемой для пользователя шумности, при этом не всегда сопровождается оверклокингом.

## Приёмы моддинга
- выпиливание окон
- перекраска
- аэрография
- гравировка
- оклеивание плёнкой

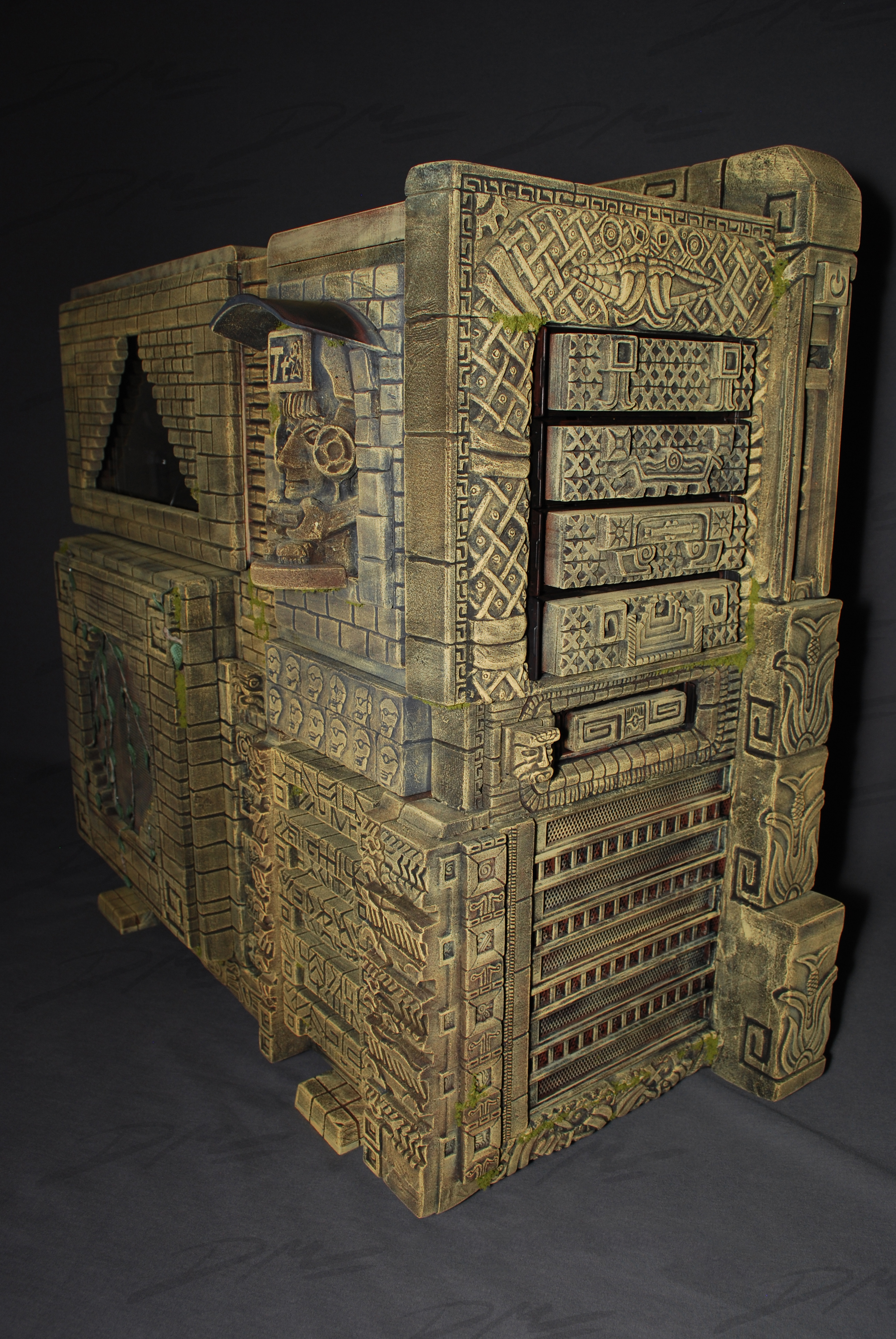
Корпус в «ацтекском» стиле

- установка системы водяного охлаждения (СВО)
- добавление вентиляционных отверстий («блоухолов», англ. blowhole)
- оплётка («раундинг») кабелей блока питания[2]
- подсветка
- установка ручек для переноски
- добавление индикаторов и регуляторов

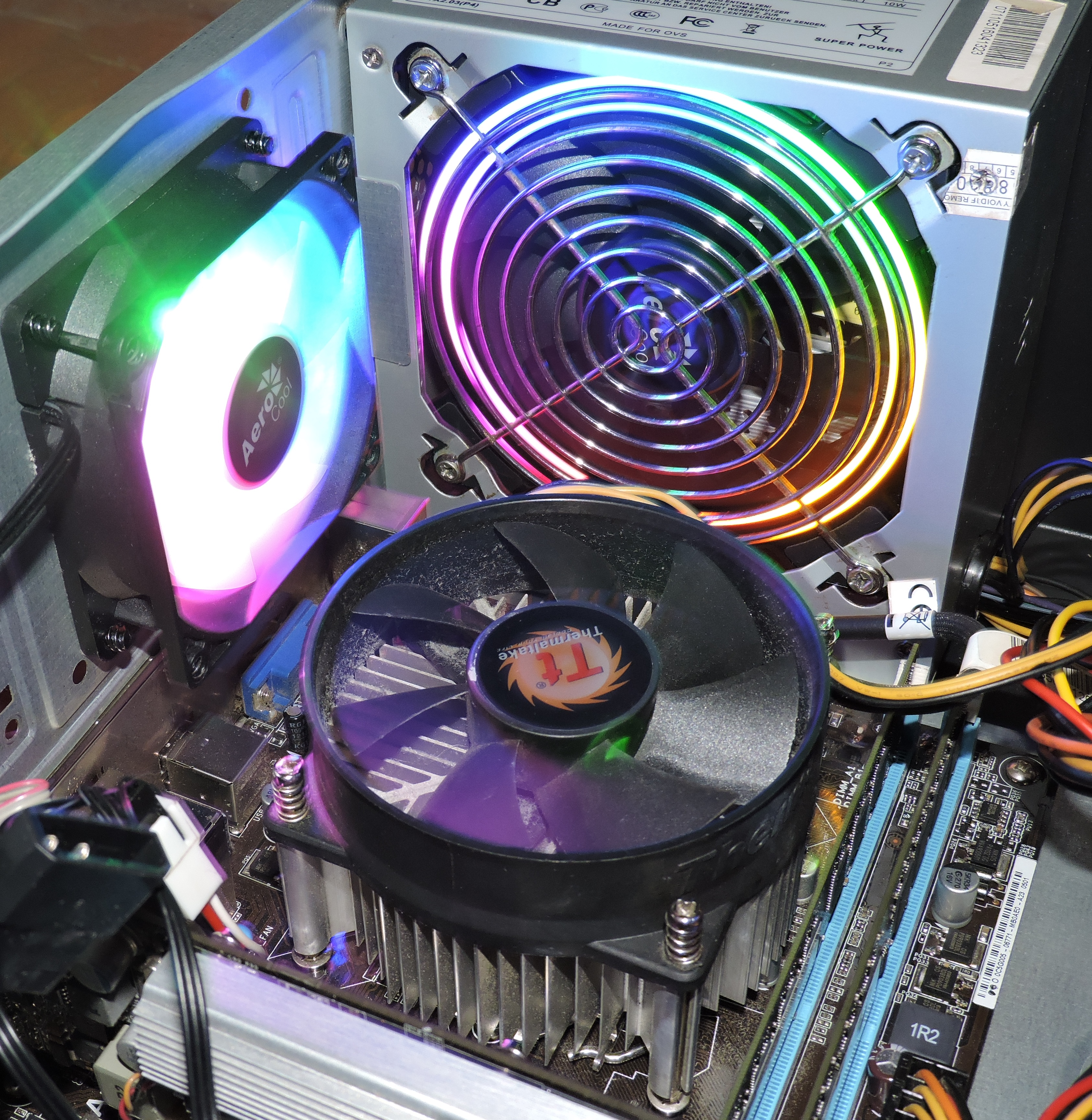
Простой пример моддинга — вентиляторы с подсветкой

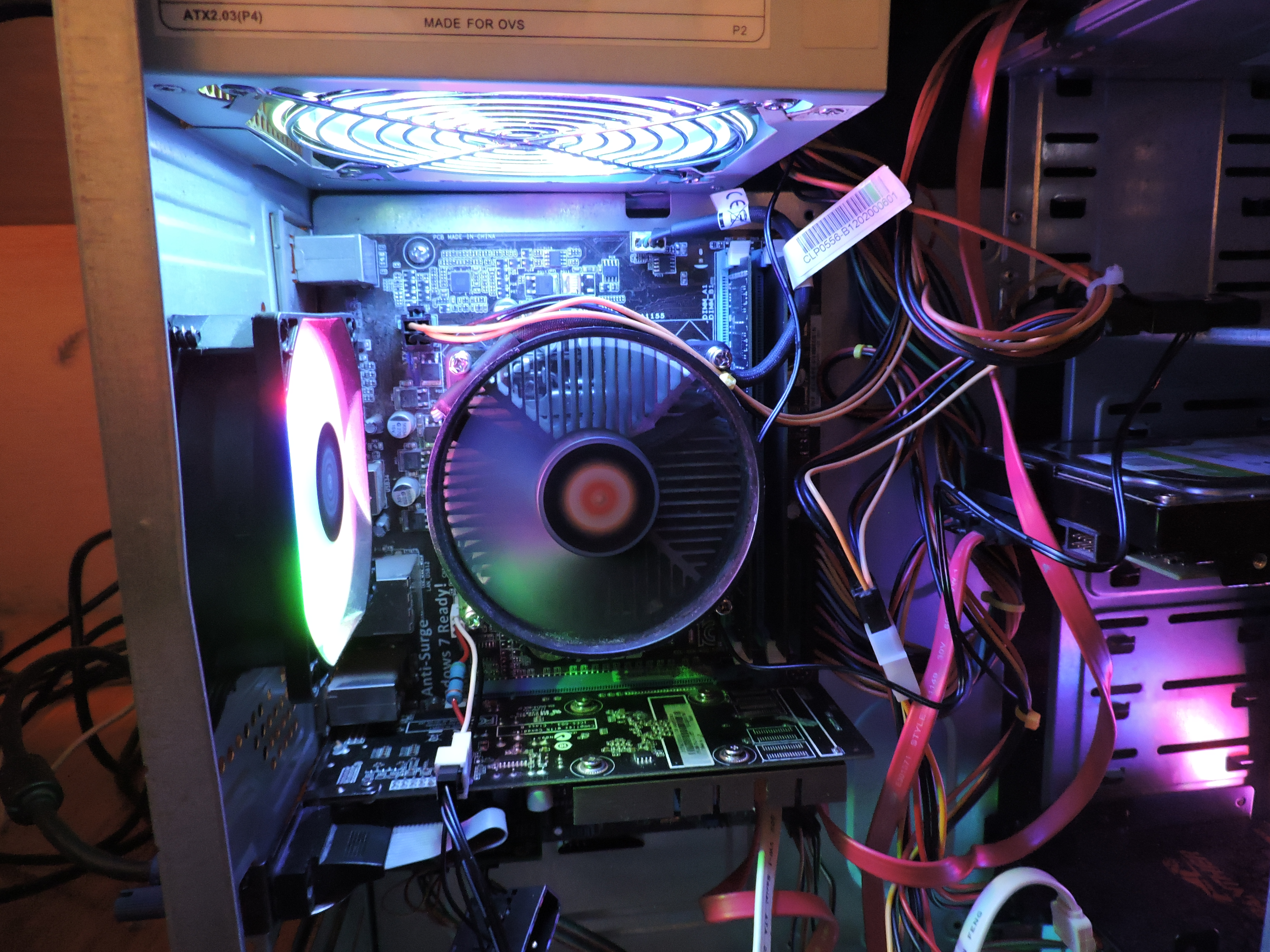
Даже старый системный блок можно украсить, например, вентиляторами с подсветкой

Кулер ЦП с динамической подсветкой. Крыльчатка вращается против часовой стрелки, а динамическая RGB-подсветка «бежит» по часовой стрелке

- искусственное состаривание
- изменение формы панелей корпуса

## Материалы для моддинга
Моддерами широко используются алюминий, сталь, оргстекло (акрил), дерево, карбоновая плёнка, стеклоткань. Также продаются специальные товары для моддинга — фигурные вентиляционные решётки, декоративные винты и гайки, лампы подсветки, светодиодные ленты, специальные кнопки и тумблеры, многофункциональные панели для установки в отсеки системного блока, наклейки и т. д.

## Инструменты и технологии
Моддинг можно осуществлять с использованием любых имеющихся средств. Даже при помощи ручной дрели и напильника можно проделывать ровные отверстия в металле. Но для облегчения и ускорения работы рекомендуется иметь следующие инструменты:
- электродрель
- гравер (дремель) (прямошлифовальная машинка)
- электролобзик
- заклёпочник

Если позволяют возможности, моддеры используют такие высокотехнологичные операции, как лазерная резка и фрезеровка на станке с ЧПУ.
Для покраски в домашних условиях чаще всего используется краска в баллончиках, но лучший результат даёт использование порошковой краски. Для создания рисунков начинающие моддеры применяют кисти и трафареты, более опытные — аэрограф.

## Моддинг-жаргон
- «водянка» — система водяного охлаждения компьютера
- «гриль» — декоративная защитная решётка на вентилятор
- «ёлка» — мод с излишне яркой и многоцветной иллюминацией
- «раундинг» — упаковка кабелей блока питания в жгуты либо индивидуальная дополнительная оплётка каждого провода
- «реобас» — панель, позволяющая управлять скоростью вращения вентиляторов
- «шопмод» — корпус, напичканный готовыми аксессуарами для моддинга при отсутствии какой-либо «ручной работы» и творческой изюминки